# Jim Hurtubise
 Jim Hurtubise  és un pilot estatunidenc de curses automobilístiques nascut el 5 de desembre del 1932 a North Tonawanda, Nova York.
Jim Hurtubise va córrer a la Champ Car a les temporades 1959-1968 i 1970-1974 incloent-hi la cursa de les 500 milles d'Indianapolis dels anys 1960-1966, 1968, 1972 i 1974.
Hurtubise va morir el 6 de gener del 1989 a Port Arthur, Texas d'un atac de cor.

## Resultats a la Indy 500
| Any  | Xassis       | Motor | Sortida | Final |
| ---- | ------------ | ----- | ------- | ----- |
| 1960 | Christian    | Offy  | 23rd    | 18th  |
| 1961 | Epperly      | Offy  | 3rd     | 22nd  |
| 1962 | Trevis       | Offy  | 29th    | 13th  |
| 1963 | Kurtis Kraft | Novi  | 2nd     | 22nd  |
| 1964 | Hurtubise    | Offy  | 11th    | 14th  |
| 1965 | Kurtis Kraft | Novi  | 23rd    | 33rd  |
| 1966 | Kurtis Kraft | Offy  | 22nd    | 17th  |
| 1968 | Mallard      | Offy  | 30th    | 30th  |
| 1972 | Coyote       | Foyt  | 13th    | 23rd  |
| 1974 | Lola         | Offy  | 28th    | 25th  |

## A la F1
El Gran Premi d'Indianapolis 500 va formar part del calendari del campionat del món de la Fórmula 1 entre les temporades 1950 a la 1960.
Els pilots que competien a la Indy durant aquests anys també eren comptabilitzats pel campionat de la F1.
Jim Hurtubise va participar en 1 cursa de F1, debutant al Gran Premi d'Indianapolis 500 del 1960.

### Palmarès a la F1
- Participacions: 1
- Poles: 0
- Voltes Ràpides: 0
- Victòries: 0
- Podiums: 0
- Punts vàlids per la F1: 0